# Right Now (Na Na Na)
«Right Now (Na Na Na)» — первый сингл с третьего студийного альбома Эйкона Freedom. Песня содержит элементы песни «Remember» группы Summer Love. Песня попала в Топ-40 основных радиостанций США 23 сентября 2008 года, а также в тот же день стала доступна для цифрового скачивания на iTunes. Песня имеет евроклубную атмосферу.

## Нарушение авторских прав
В 2009 году голландские продюсеры диджей Морис Хьюсманс и Йоррит тер Браак подали в суд на Эйкона и его соавтора Джорджио Туинфорта, потому что они утверждали, что эта песня была у них украдена. Их песня «Remember (na na hey)» группы Summerlove стала хитом в Европе в 2001 году и позже была перепета Underdog Project и испанским певцом Дэвидом Таваре как песня Summerlove. В 2010 году голландский комитет по плагиату одобрил это заявление, после чего все стороны урегулировали спор.

## Ремиксы
Существует несколько ремиксов на этот трек. Официальный ремикс трека включает дополнительный вокал Кэт ДеЛуны. Другие ремиксы включают «Mañana (Na Na Na)» с вокалом Джейко и международный ремикс с участием канадского певца Дэнни Фернандеса.

## Клип
Официальный видеоклип на трек был снят Энтони Мандлером и выпущен 6 ноября 2008 года. Премьера состоялась в Германии на телешоу Viva Live. В ролике Эйкон играет агента, который находится на задании, ему предстоит найти девушку (та самая из его клипа «Don’t Matter»), у которой есть секретная информация. Он помнит хорошие времена, которые он провел со своей бывшей девушкой, которую сыграла ямайская модель Синди Райт, но он спит с девушкой из «Не имеет значения», получает информацию и заканчивает видео в одиночестве. Фактический трек начинается через одну минуту после начала видео, поэтому продолжительность видео составляет более 5 минут.

## Сертификация
| Регион | Сертификация  | Продажи    |
| --- | ------------- | ---------- |
| Австралия (ARIA) | 4× Платиновый | 280 000    |
| Новая Зеландия (RMNZ) | Золотой       | 7500*      |
| Великобритания (BPI) | Платиновый    | 600 000    |
| США (RIAA) | 2× Платиновый | 2 000 000^ |
| США (RIAA) · Mastertone | Платиновый    | 1 000 000* |
| * Данные о продажах приведены только на основе сертификации. · ^ Данные о тиражах приведены только на основе сертификации. · Данные о продажах + прослушиваниях приведены только на основе сертификации. |               |            |

## Кавер от Asking Alexandria
Британская рок-группа Asking Alexandria записала трек для сборника Punk Goes Pop 3, который был выпущен 2 ноября 2010 года. Он был доступен для цифрового скачивания 29 сентября 2010 года.

## Другие версии
Тагальская пародийная версия под названием «Banana (Ba Na Na)» была записана филиппинским рэпером Blank Tape. Другая малайзийская пародия или ремейк также была исполнена келантанскими певцами Ман Кханом и Розалиндой под названием «Dok Mano», выпущенная в конце 2012 года и исполненная на келантанском диалекте малайзийского языка.